# Garcilaso II de la Vega
Garcilaso II de la Vega, conocido también como «el Joven» (fallecido en Burgos en 1351) fue un noble castellano, hijo de Garcilaso I de la Vega y de su primera esposa, Juana de Castañeda.
Fue señor de la Casa de la Vega, adelantado mayor de Castilla, justicia mayor de la Casa del rey, merino mayor de Castilla y oficial de la escudilla del rey Alfonso XI de Castilla.

## Su herencia
En el reparto de la herencia de su padre en 1338 le correspondieron bienes en nueve villas en Asturias de Santillana, entre ellos, la casa de Udías y la de Cabuérniga que incluía heredamientos en Carmona, una heredad en la collación de Santibáñez de Carrejo, así como otras heredades en Bárcena de Puente de San Miguel, Valles-Helgueras, en Viérnoles, media heredad en Arenas y los solariegos de Mercadal y Mijares. También heredó los bienes y derechos que su padre había recibido del rey en los solariegos de Cudón y el castillo de Guardo con sus aldeas, excepto Torremormojón que lo recibió Urraca Rodríguez de Rojas.
A cambio, recibió el castillo de Lucio y la casa de Las Rebolledas, vinculadas a los Rojas, y el alfoz de Bricia, vendido por su padre a Juan Rodríguez de Rojas y que heredó su hija Urraca Rodríguez de Rojas, ya fallecida en 1338, y que pasó también a Garci Lasso de la Vega. Recibió, igual que sus hermanos Gonzalo Ruiz de la Vega y Gutierre Pérez de la Vega, 8000 maravedíes procedentes de los que habían de tener los hijos de Garcilaso I de la Vega de Velamazán.

## Biografía
Combatió a los navarros en 1334 y en la batalla del Salado donde se distinguió por su valor. Fue mayordomo mayor de Fadrique Alfonso de Castilla, maestre de la Orden de Santiago e hijo del rey Alfonso XI. Partidario de Juan Núñez de Lara, gracias a su mediación obtuvo el título de adelantado mayor de Castilla. Una vez muerto el señor de Lara, su valedor, y temiendo las represalias de Juan Alfonso de Albuquerque, privado del monarca, se refugió en Burgos donde fue asesinado por orden del Pedro I en 1351, según se relata en la Crónica del Rey Pedro I de Castilla, escrita por Pero López de Ayala.

...e estonces mandó el rey a Vasco de Portogal e a Alvar González Morán...que dixesen a los ballesteros que tenían preso a Garci Laso que lo matasen...E estonce entró el ballestero e dióle con una porra en la cabeza, e Juan Fernández Chamorro dióle con una broncha e le firieron de muchas heridas fasta que murió. E mandó el rey que le echasen en la calle, e así se fizo.

## Testamento
Garcilaso II de la Vega testó el 3 de octubre de 1349 (Real sobre Gibraltar) y dispuso que lo enterrasen en el convento de Santa Clara en Castrojeriz. Menciona a sus dos esposas y deja unas mandas para los hijos de su cuñado Diego Rodríguez de Rojas. También se refiere a Sancha, «mujer que fue» de Juan Rodríguez de Rojas, sus suegros, y a su sobrina Juana, hija de su hermano difunto Pedro Lasso de la Vega.
Su segunda mujer, Leonor González de Cornado, en su testamento otorgado el 12 de abril de 1378, pidió sepultura en el convento de Santa Clara y hace mención de sus hijos Gonzalo y Sancho así como de un nieto llamado Gonzalo.

## Matrimonios y descendencia
Casó en dos ocasiones. La primera con Urraca Rodríguez de Rojas, hija de Juan Rodríguez de Rojas y Sancha de quien no hubo sucesión.
Contrajo un segundo matrimonio con Leonor González de Cornado, hija de Gonzalo Rodríguez de Cornado y de Elvira Arias. Ya viuda, Leonor aparece en 1355 en el convento de Santa Clara en Astudillo, Palencia, vendiendo a María de Padilla, una cruz de plata con piedras preciosas por 10 000 maravedíes. Los hijos documentados de este matrimonio fueron: 
- Garci Lasso Ruiz de la Vega
- Gonzalo Ruiz de la Vega
- Sancho Lasso de la Vega

| Predecesor: Garcilaso I de la Vega | Señor de la Vega | Sucesor: Garci Lasso Ruiz de la Vega |